# 英戈爾德 (北卡羅萊納州)
英戈爾德（英語：Ingold）是位於美國北卡羅萊納州桑普森縣的普查規定居民點。

## 人口
根據2020年美國人口普查的數據，英戈爾德的面積為13.44平方千米，當中陸地面積為13.42平方千米，而水域面積為0.02平方千米。當地共有人口416人，而人口密度為每平方千米30.95人。